# Myklebustbreen
Myklebustbreen eller Snønipbreen er med et areal på 57 km² og en længde på 13 km den syvendestørste gletsjer på Norges fastland. Den kaldes også Snønipbreen på grund af nunataken Snønipa (1.827 moh.), som står op fra isbræens sydligste del. Laveste punkt på bræen er 890 moh. 
Gletsjeren har navn efter den dybe v-dal Myklebustdalen, som ligger nedenfor bræen mod vest. Myklebustbreen ligger i Stryn-, Jølster-, Gloppen kommuner i Vestland fylke i Norge. 
Øst for gletsjeren ligger Oldedalen og Oldevatnet, mens den mod syd afgrænses af Haugadalen som derved adskiller den fra Jostedalsbræen; Den er en del af Jostedalsbreen nationalpark. 

## Eksterne kilder og henvisninger
- Toppomania Arkiveret 17. april 2008 hos  Wayback Machine - info om Snønipa

61°42′N 6°42′Ø / 61.700°N 6.700°Ø